# Tomás Nother
Thomas Nother (o Notter) fue un marino inglés que combatió en la escuadra de las Provincias Unidas del Río de la Plata.

## Biografía
Nacido en Inglaterra, ingresó a fines de 1813 a la naciente segunda escuadra de las Provincias Unidas del Río de la Plata y bajo el mando de Guillermo Brown participó de la victoriosa Campaña Naval de 1814.
El 15 de marzo de 1814 recibió el mando de la sumaca Santísima Trinidad, incorporada a la escuadra con el numeral 9. 
Encabezó la escuadrilla sutil destinada al Río Uruguay en persecución de la escuadra de Jacinto de Romarate, derrotada en el Combate de Martín García.
El 28 de marzo de 1814 buscó y enfrentó en el Combate de Arroyo de la China a fuerzas enemigas muy superiores y en excelente posición defensiva comandadas por Romarate, muriendo en el combate tras quedar varada su nave y expuesta a intenso y cercano fuego enemigo. 
En la jornada murió también su segundo, el teniente David Smith. Tras hacerse cargo del mando el subteniente Bartolomé Cerretti y ser también herido asumió el comando el subteniente Nicolás Jorge, quien en la retirada consiguió salvar el buque, convertido en "un casco sin aparejo".